# 岡山県道472号槙谷北線
岡山県道472号槙谷北線（おかやまけんどう472ごう まきだにきたせん）は、岡山県総社市から加賀郡吉備中央町に至る一般県道である。

## 概要
総社市槙谷から加賀郡吉備中央町北に至る。
2003年（平成15年）から2011年（平成23年）4月にかけて、豪渓付近での土砂崩れにより通行止めとなった岡山県道57号総社賀陽線の迂回路として使われた。

### 路線データ
- 起点：総社市槙谷（岡山県道307号吉川槙谷線交点）
- 終点：加賀郡吉備中央町北（岡山県道57号総社賀陽線交点）
- 総延長：6.5 km

## 歴史
- 1995年（平成7年）7月1日 - 岡山県告示第426号により認定される。
- 2004年（平成16年）10月1日 - 上房郡賀陽町と御津郡加茂川町が対等合併して加賀郡吉備中央町が発足したことに伴い終点の地名表記が変更される（上房郡賀陽町北→加賀郡吉備中央町北）。

## 地理

### 通過する自治体
- 岡山県
  - 総社市 - 加賀郡吉備中央町

### 交差する道路
| 交差する道路            | 市町村名 | 市町村名   | 交差する場所 | 交差する場所 |
| ----------------------- | -------- | ---------- | ------------ | ------------ |
| 岡山県道307号吉川槙谷線 | 総社市   | 総社市     | 槙谷         | 起点         |
| 吉備高原広域農道        | 加賀郡   | 吉備中央町 | 宮地         |              |
| 岡山県道57号総社賀陽線  | 加賀郡   | 吉備中央町 | 北           | 終点         |

### 沿線
- 槙谷ダム